# Jurinella baoruco
Jurinella baoruco är en tvåvingeart som beskrevs av Norman E. Woodley 2007. Jurinella baoruco ingår i släktet Jurinella och familjen parasitflugor.
Artens utbredningsområde är Dominikanska republiken. Inga underarter finns listade i Catalogue of Life.